# Samanta Tīna
Samanta Poļakova (művésznevén: Samanta Tīna) (Tukums, 1989. március 31. – ) lett énekesnő és dalszerző. Ő képviselte volna Lettországot a 2020-as Eurovíziós Dalfesztiválon, majd képviselte ténylegesen 2021-ben.

## Zenei karrierje
2010-ben megnyerte a lett O!Kartes akadēmija elnevezésű zenei vetélkedőt, így felvételt nyert a londoni Tech Zeneiskolába.
2011-ben részt vett egy moldáv énekversenyben, amelyet szintén megnyert. December 1-jén a lett műsorsugárzó bejelentette, hogy Samanta bekerült a következő évi lett nemzeti válogatóba, az Eirodziesmába a For Father és az I Want You Back című dalokkal. Ezek közül utóbbi egy duett volt Romāns Sladzisszal, amely továbbjutott, míg a másik dala nem. A döntőben másodikként kerültek be a szuperdöntőbe, ahol szintén másodikként végeztek. Ugyanebben az évben résztvevője volt a Slavianski Bazárnak, ahol a húsz résztvevő közül másodikként végzett. 
2013. január 15-én bejelentették, hogy Samanta ismét bekerült a lett nemzeti döntőbe, ezúttal az I Need a Hero című dalával. Az első elődöntőből első helyen jutott tovább a február 16-án megrendezett döntőbe, ahol annak ellenére, hogy az egyik esélyesnek tartották a győzelemre, végül szintén második helyen végzett, mint az előző évben. Szintén ebben az évben egy duett részeként versenyzett a litván nemzeti döntőben is a Hey Chiki – Mama című dallal Vudis közreműködésében. Az elődöntőben negyedik helyen végeztek, így nem jutottak be a döntőbe.
2014-ben ismét szerepelt a Dziesmában, a Stay-el. Ezúttal is döntős lett, de ezúttal harmadikként végzett a szuperdöntőben. Nem sokkal ezután az énekesnő a litván The Voice harmadik évadában tűnt fel, ahol a legjobb nyolc közé került.
2016-ban a Supernovára átnevezett lett nemzeti döntőbe jelentkezett, ahova ismét bejutott két szerzeménnyel, We Live for Love és The Love Is Forever címekkel. Az előbbi dal nem jutott tovább, de a másikat a válogatóból megmentette a zsűri. Végül az énekesnő úgy döntött, feladja a műsort. Nem sokkal ezután visszatért a litván dalválasztóba, ahol Tadas Rimgailaval duettezett. Versenydaluk a Tavo oda már a válogatóban kiesett.
2019 végén Samanta ismét jelentkezett a Supernova következő szériájába, ahol a 126 beküldött pályamű közül bekerült a legjobb 25-be. Ebből csak nyolcat választott ki a műsorsugárzó, amely tartalmazta az énekesnő versenydalát is, a Still Breating-et. A verseny döntőjében, február 8-án sikerült megnyernie a dalválasztót és ő képviselheti Lettországot Rotterdamban. A dalt az előzetes sorsolás alapján először a május 14-i második elődöntő második felében adta volna elő, azonban március 18-án az Európai Műsorsugárzók Uniója bejelentette, hogy 2020-ban nem tudják megrendezni a versenyt a COVID–19-koronavírus-világjárvány miatt. A lett műsorsugárzó jóvoltából az énekesnő lehetőséget kapott az ország képviseletére a következő évben egy új versenydallal. A dalt 2021. március 12-én mutattak be először a dalfesztivál hivatalos YouTube-csatornáján.
2022-ben ő hirdette ki a lett szakmai zsűri szavazatait az Eurovíziós Dalfesztiválon.

## Diszkográfia

### Kislemezek
- I Want You Back (2012)
- I Need a Hero (2013)
- Stay (2014)
- We Live for Love (2016)
- The Love Is Forever (2016)
- Kāds trakais mani uzgleznos (2016)
- Vējš bungo klavieres (2017)
- Pietiks (2017)
- Cutting the Wire (2019)
- Still Breathing (2019)
- Pirmais Sniegs (2019)
- I Got the Power (2020)
- Mēs Vairs Nē (2020)
- Tikai Romāns (2020)
- The Moon Is Rising (2021)

### Közreműködések
- Hey Chiki – Mama (2013, Vudis)
- Tavo oda (2017, Tadas Rimgail)